# Computer & Communication Industry Association
La Computer & Communication Industry Association (CCIA) è un'organizzazione internazionale senza fini di lucro dedicata all'innovazione e al miglioramento dell'accesso della società all'informazione e alle comunicazioni che si impegna per una libertà, non solo formale, nel mondo web e dell'informatica. Vi aderiscono aziende di primissimo livello mondiale come Dish Network, eBay, Facebook, Google, Intuit, Uber, nVidia, Sprint Nextel e Amazon. Edita il sito Patent Progress 
Ha sede a Washington e un ufficio di rappresentanza a Bruxelles per i rapporti con l'Unione europea.
L'associazione interviene nelle cause, anche di importi estremamente elevati, come quella che ha contrapposto Samsung e Apple. Ha cercato di costituirsi anche nella causa contro la Microsoft, ma la sua richiesta è stata respinta dal giudice.  Ha finanziato studi per dimostrare la pericolosità per lo sviluppo tecnologico dell'eccessivo ricorso ad azioni legali in materia brevettuale.
È intervenuta anche in audizioni al Senato degli Stati Uniti.
Conduce, secondo lo stile statunitense, anche un'importante azione di lobbying per una migliore definizione del fair use e una interpretazione più estensiva delle norme del Digital Millennium Copyright Act, pubblicando atti che dimostrano l'importanza nell'economia statunitense del fair use. Svolge attività anche sull'estensione della libertà d'uso di internet in Cina.